# Straight Outta Lynwood
Straight Outta Lynwood är ett musikalbum av den amerikanske artisten "Weird Al" Yankovic, utgivet 2006.
Titeln är en paraodi på N.W.A.:s album Straight Outta Compton. Compton, där N.W.A. bildades, och Lynwood, där Weird Al föddes och bor, är båda förorter till Los Angeles i Kalifornien.

## Låtlista
1. "White & Nerdy" (parodi på Chamillionaire och Krayzie Bones "Ridin'")
2. "Pancreas" (stilparodi på Brian Wilson)
3. "Canadian Idiot" (parodi på Green Days "American Idiot")
4. "I’ll Sue Ya" (stilparodi på Rage Against the Machine)
5. "Polkarama!" (ett polkamedley av följande låtar:
  - Werner Thomas "The Chicken Dance"
  - The Black Eyed Peas "Let’s Get It Started"
  - Franz Ferdinands "Take Me Out"
  - Weezers "Beverly Hills"
  - Coldplays "Speed of Sound"
  - ”Weird Al” Yankovics "The Nina Bobina Polka"
  - Modest Mouses "Float On"
  - Gorillaz "Feel Good Inc"
  - The Pussycat Dolls "Don’t Cha"
  - The Killers "Somebody Told Me"
  - Velvet Revolvers "Slither"
  - 50 Cents "Candy Shop"
  - Snoop Doggs "Drop It Like It’s Hot"
  - Rihannas "Pon de Replay" och
  - Kanye Wests "Gold Digger"
6. "Virus Alert"
7. "Confessions Part III" (parodi på Ushers "Confessions Part II")
8. "Weasel Stomping Day"
9. "Close But No Cigar" (stilparodi på Cake)
10. "Do I Creep You Out" (parodi på Taylor Hicks "Do I Make You Proud")
11. "Trapped in the Drive-Thru" (parodi på R. Kellys "Trapped in the Closet")
12. "Don’t Download This Song" (stilparodi på välgörenhetslåtar som "We Are the World")

## Extramaterial på dubbel-CD:n
Dubbel-CD:n innehåller 6 animerade videor:
- "Weasel Stomping Day"
- "I’ll Sue Ya"
- "Don’t Download This Song"
- "Close But No Cigar"
- "Pancreas"
- "Virus Alert"

Plus ett filmklipp som visar skapandet av Straight Outta Lynwood.

## Singlar
Det har givits ut tre singlar från albumet: "Don’t Download This Song", "White & Nerdy" och "Trapped In The Drive-Thru".